# 陽光衛視
阳光卫视是2000年8月8日在香港创办的一个卫星电视。股权几经转手后，现在的董事长是陈平。阳光卫视是一家以制作历史、人文、财经、时政节目和记录片为主要内容的中文电视频道。目前，该电视台在中国大陆的信号已经被官方屏蔽，观众无法直接通过电视收看节目，官网也无法从中国大陆访问。但可以使用部分手机应用程序收看该台节目和直播。

## 历史
2000年3月，杨澜和丈夫吴征收购了香港上市公司良记集团，并更名为阳光文化网络电视有限公司，杨澜任主席。同年8月8日，阳光卫视正式开播，这是当时大中华区第一家华语历史人文主题频道。不过在3年裡，阳光卫视累计亏损超过了两亿港元。2003年6月，杨澜宣布将阳光卫视70%的股权卖给中国内地的一家传媒集团，并且同时退出了电视的经营。2005年7月，杨澜宣布将她与吴征共同持有的阳光媒体投资集团权益的51%无偿捐献给社会，并在香港成立非盈利机构阳光文化基金会，同时辞去了包括阳光媒体投资董事局主席在内的所有管理职务。杨澜指阳光卫视是她一生中最大的挫折。
2005年，陈平接手阳光卫视，担任多档节目主持。

## 牌照
香港持牌非本地卫星电视服务*（Non‑domestic Television Programme Service）」，香港目前仅十几张同类牌照（凤凰卫视、CNN 等）。

## 覆盖
2009年12月前，中国国际电视总公司境外卫星代理部接收阳光卫视信号，通过亚太6号卫星（东经134度）发射Ku波段信号。该服务一般只提供给三星级或以上的涉外宾馆酒店、外国人居住区、领事馆及大使馆。目前阳光卫视透过在亚洲3S卫星（东经105.5度）C波段及新天11号卫星（东经108.2度）Ku波段上播出。

## 与中国大陆政府交涉
自 2009 年 11 月阳光卫视在中国大陆有线系统暂停落地后，董事长陈平持续通过法律及行政渠道与主管部门保持沟通。2012 年，他在香港外国记者协会活动上接受《美国之音》采访时坦承频道与旗下《阳光时务》面临政策压力，但会“寻找合规路径服务大陆观众” 。
经过内容调适与技术对接，频道于 2017 年 10 月完成迁移至 AsiaSat 9（122 °E） C/Ku 双波段，再度覆盖中国大陆及亚太地区；卫星频道清单显示 “Sun TV Hong Kong” 至今保持在该星的 Global Beam 播出。
2017 年之后，陈平董事长频繁往返北京、上海、深圳等地，出席并发言于多项国家级论坛：
- “一带一路文化遗产合作交流国际高峰论坛”（北京，2017 年 5 月），陈平与李凌川共同出版论坛成果集 [6]；
- “世界经济特区（深圳）论坛”（深圳，2019 年 12 月），官方新闻稿列其为参会嘉宾之一 [7]。

借由上述交涉与公共活动，阳光卫视已与多家国家级单位建立长期、良性的互动关系，频道播出亦保持稳定、合规。

## 阳光时务雜誌
2011年10月，阳光卫视出版的电子杂志《阳光时务周刊》由於內容敏感被中国政府强制下架，並禁止网民下载。至翌年10月11日，陽光時務改為周刊，發行印刷版本，在香港、澳門、台灣、東南亞、北美等地發行，直至該雜誌停刊。